# ستاروبالتاشيفو
ستاروبالتاشيفو ((بالروسية: Старобалтачево)‏، (بالباشقيرية: Иҫке Балтас)‏) هي منطقة ريفية (سلو) والمركز الإداري لمقاطعة بالتاشيفسكي في جمهورية باشكورتوستان، روسيا. عدد السكان: 5,598 (تعداد 2010).

## الموقع
تقع على نهر بيستري تانيب ‏ (رافد نهر بيلايا)، تبعد عن أوفا ب190 كم. تأسست في الأصل بالقرب من نهر كاريش، على بعد بضعة كيلومترات من نهر تانيب.

## تاريخ
واحدة من المستوطنات الأصلية لقبيلة تانيب الباشكيرية. الاسم القديم للقرية غير معروف. ربما كانت تسمى كير-تانيب أو تانيب. الاسم الأصلي للقرية هو بالتاخ (بالتاس). أصبحت القرية تسمى رسميًا خلال أحد الإصلاحات الإدارية، ستاروبالتاشيفو (وتحولت قرية إيساك، الواقعة على بعد 7 كيلومترات شمالًا، إلى Novobaltachevo).
كان بلطاس، شخصية من تراث الباشكيري، يحتل منصب رئيس القبيلة. حل ابنه كولوي محل والده بمبدأ الوراثة في هذا المنصب في 1759-1770، وكان رئيس قبيلة فولا كارا تابين، والتي تضمنت تانيبسكايا فباسمه سميت القرية «كوليفو».
في عام 1834، كان أبناء كولوي يعيشون في قرية ستاروبالتشيفو: أهمهم الرقيب الميداني (فورمان يورت) عبد الناصر كولوييف، 57 عامًا، وأبنائه: محمد باسم (موخميتابيم) وموغتسيم، ورزفان، وموخميستاديك، وموخاميثوساين، وفاليهميت وحسان. حمل محمد باسم عبد الناصروفيتش في عام 1842اسم بالتاسيف. وفقا لمصادر أخرى، خلال حرب الفلاحين، وقف كولوي (كولي) بالتاسيف (بالتاشيف) إلى جانب القوات الحكومية، قتل المتمردون أسرته وأحرقوا منزله. بعد قمع الانتفاضة، استقر كولوي (كولوي) في كراسنوفايمسك، وحصل على المعاش التقاعدي المخصص له من قبل الإمبراطورة كاثرين العظيمة.
في عام 1843، في الباشكير-356 (وفقًا لمراجعة عام 1834) تم زرع 960 رطلًا من قمح الشتاء و 1728 رطلًا من قمح الربيع. في عام 1834، تم إنشاء 4 طواحين مياه حكومية في القرية، وفي وقت لاحق تم افتتاح مدرسة الباشكير الروسية ومدرسة زيمستفو (zemstvo) الابتدائية مدة التدريس بها خمس سنوات. وأيضا، اثنان من المساجد تديران مدرستين.

## السكان
| تغير السكان حسب السنوات | تغير السكان حسب السنوات | تغير السكان حسب السنوات | تغير السكان حسب السنوات | تغير السكان حسب السنوات | تغير السكان حسب السنوات | تغير السكان حسب السنوات |
| 1959                    | 1970                    | 1979                    | 1989                    | 2002                    | 2009                    | 2010                    |
| ----------------------- | ----------------------- | ----------------------- | ----------------------- | ----------------------- | ----------------------- | ----------------------- |
| 2520                    | ↗3231                   | ↗4543                   | ↘4171                   | ↗5601                   | ↗6148                   | ↘5598                   |

ووفقا لتعداد عام 2002، فإن الجنسية الغالبة هي الباشكير (85 في المائة).

## مشاهير القرية
كاراموفا ، لينا ميرزافنا ‏ (6 فبراير 1939، ستوبالتاشيفو) - أخصائي علم الأمراض، العضو المقابل في أكاديمية العلوم في جمهورية بيلاروسيا (1991)، دكتوراه في العلوم الطبية (1986)، أستاذ (1992)، عامل شرف للعلوم في جمهورية بيلاروسيا (1992)، طبيب شرف من الاتحاد الروسي (2006)، دكتوراه فخرية في باشكيريا السوفياتية (1985)، عامل فخري في التفتيش الصحي للاتحاد الروسي (1995).

## مركز جذب
متحف الإيديولوجي لانتفاضة الباشكير من 1755-1756- باتيرشا - عبد الله غالييف. يحتوي المتحف على أكثر من 100 مخطوطة من تأليف بتيرشا. يستقبل المتحف 3-4 آلاف زائر سنويًا.